# Мем, Дика
Дика Мем (фр. Dika Mem; род. 31 августа 1997, Париж) — французский гандболист, выступает за испанский клуб «Барселона» и сборную Франции. Олимпийский чемпион, чемпион мира и Европы, победитель Лиги чемпионов ЕГФ.

## Карьера
Дика Мем начал профессиональную карьеру в французском клубе «Трамбле-ан-Франс». В 2016 году перешёл в «Барселону».

### Сборная
Дика Мем выступает за сборную Франции с 2016 года. Дика Мем сыграл за сборную Франции 126 матчей и забил 417 мячей (по состоянию на 4 августа 2024 года). В 1/4 финала Олимпийских игр 2024 года допустил грубейшую ошибку в конце матча, после которой сборная Германии сравняла счёт, а затем победила хозяев Олимпийских игр в овертайме.

## Достижения
Командные
- Олимпийский чемпион: 2020
- Чемпион мира: 2017
- Серебряный призёр чемпионата мира: 2023
- Бронзовый призёр чемпионата мира (2): 2019, 2025
- Чемпион Европы: 2024
- Бронзовый призёр чемпионата Европы: 2018
- Чемпион Испании (8): 2017—2024
- Обладатель Кубка АСОБАЛ (8): 2017—2024
- Обладатель IHF Super Globe: 2017, 2018
- Обладатель Кубка Дель Рей: 2017, 2018, 2019, 2020, 2021
- Обладатель Суперкубка Испании (6): 2016—2021
- Победитель Лиги чемпионов (3): 2021, 2022, 2024

Личные
- Лучший игрок чемпионата Испании: 2022
- Лучший правый полусредний чемпионата Испании (4): 2019, 2020, 2021, 2022
- Лучший правый полусредний Лиги чемпионов (3): 2018, 2021, 2022

## Статистика
| Сезон        | Клуб             | Лига        | Матчи | Голы | 7-метр | Голы |
| ------------ | ---------------- | ----------- | ----- | ---- | ------ | ---- |
| 2015/16      | Трамбле-де-Франс | lnh-1       | 25    | 93   | 0      | 93   |
| 2016/17      | Барселона        | Лига АСОБАЛ | 29    | 81   | 0      | 81   |
| 2017/18      | Барселона        | Лига АСОБАЛ | 29    | 107  | 0      | 107  |
| 2018/19      | Барселона        | Лига АСОБАЛ | 29    | 104  | 0      | 104  |
| 2016—по н.в. | Итого            | Лига АСОБАЛ | 87    | 292  | 0      | 292  |